# 青山昇三郎
青山 昇三郎（あおやま しょうざぶろう、1843年2月2日（天保14年1月4日） - 1918年（大正7年）2月22日）は、明治時代の伝道者、牧師である。山口伝道・福岡伝道の中心的な人物とされる。

## 生涯

### 岡崎藩士時代
1843年、三河岡崎藩の山路家に生まれる。1854年に青山家の養子になり、1956年に家督を相続する。
1863年に長男彦太郎(後のルーテル教会牧師)が生まれる。1868年(慶応4年)鳥羽・伏見の戦いに出兵するが敗北する。明治維新後は石油ランプや捕鯨業をしようとして失敗する。

### キリスト教入信
その後、漢文の聖書を手に入れて、キリスト教のことを学ぶために東京に移住し、アメリカ合衆国長老教会の宣教師デイヴィッド・タムソンの元でタムソン塾の塾生として学ぶ。
1874年(明治7年)に東京の新栄教会でタムソン宣教師より、母と妻と共に洗礼を受ける。1877年(明治10年)には東京一致神学校の一期生にとして学ぶ。同期に植村正久、井深梶之助、三浦徹、瀬川浅、服部章蔵などがいる。

### 牧師時代
1879年(明治12年)に按手礼を受けて牧師になり、家族と共に下関で伝道を始める。キリスト教の偏見が強く定住することも難しかったが、赤間関市の有力者入江和作と出会ったことで大きく変化した。その年の9月に日本基督一致教会の中会で、赤間関教会設立の嘆願をだし、承認された下関教会を設立する。
1879年12月25日クリスマスの日に赤間関日本基督一致教会(現・日本基督教団下関教会)が設立された。この後、山口、長府、萩、徳山、岩国、柳井、宇部、下関彦島などで教会を形成した。その後、福岡県柳河に伝道し1880年柳河一致教会（現柳川教会）を設立する。更に、羽大塚、久留米、大牟田、若津、大川などで伝道活動を展開し、福岡伝道のパイオニアになった。
1881年(明治14年)7月、日本基督一致教会の西部中会が設立された。ヘンリー・スタウトの長崎一致教会と青山の柳河一致教会とアメリカ長老教会の宣教師が設立した下関教会の三教会で構成された。

## 家族
- 本人：青山昇三郎
  - 子：青山彦太郎（日本基督教会、のちルーテル教会牧師）
    - 孫：青山四郎（ルーテル教会牧師）

## 補註
1. ↑  『日本キリスト教歴史大事典』24頁
2. ↑  守部喜雅(2009年)156-158ページ
3. ↑  守部喜雅(2009年)172-173ページ